# Penn National Gaming
Penn National Gaming, Inc., tidigare PNRC Corp., är ett amerikanskt företag inom gästgiveri, hasard- och totalisatorspel. De har verksamheter i större delen av USA. Penn var 2019 världens sjunde största kasinoföretag efter omsättning.
Företaget har sitt huvudkontor i Wyomissing i Pennsylvania.

## Historik
Företaget grundades 1972 som PNRC Corp. i syfte att vara verksamma inom totalisatorspel för galoppsport i Pennsylvania. De ägde bland annat galoppbanan Penn National Race Course och som användes av flera aktörer så som Mountainview Thoroughbred Racing Association och Pennsylvania National Turf Club. 1994 genomförde PNRC en fusion med just Mountainview och Turf Club i syfte att vara ett enda företag och handlas på Nasdaq. PNRC passade på och byta namn till det nuvarande. År 2000 klev Penn in i kasinobranschen när de köpte två kasinon från Pinnacle Entertainment för 201,3 miljoner amerikanska dollar. Den 1 maj 2013 meddelade Penn att man hade för avsikt att knoppa av allt sitt ägande i tomter och egendomar och föra över dessa till ett real estate investment trust (REIT) med namnet Gaming and Leisure Properties, som var ett nystartat dotterbolag till Penn. Den 1 november knoppades GLPI av officiellt och blev ett självständigt REIT. GLPI tog initialt över 21 av Penns då 29 egendomar. Syftet var främst att ta del av de fördelaktiga skattelagarna som REIT har att tillgå gentemot andra bolagsformer i USA. Den 15 oktober 2016 meddelade Penn att man officiellt hade förvärvat Pinnacle för 2,8 miljarder dollar med hjälp av konkurrenten Boyd Gaming. Boyd betalade 563,5 miljoner dollar för ta över drifträttigheterna från Pinnacle gällande fyra egendomar, de betalade ytterligare 57,7 miljoner dollar, som finansierades av GLPI, för köpa loss en av dessa.

## Tillgångar
Uppdaterad: 31 december 2019.
- (GLPI) = Egendomen ägs av Gaming and Leisure Properties[10] medan Penn driver den.

### Kasinon/hotell
|         | Namn                                                   | Ort                         | Antal hotellrum | Spelyta (m2) |
| ------- | ------------------------------------------------------ | --------------------------- | --------------- | ------------ |
|         | 1st Jackpot Casino Tunica (GLPI)                       | Tunica Resorts, Mississippi | —               | 3 716        |
|         | Ameristar Black Hawk (GLPI)                            | Black Hawk, Colorado        | 536             | 5 203        |
|         | Ameristar Council Bluffs                               | Council Bluffs, Iowa        | 444             | 3 252        |
|         | Ameristar East Chicago (GLPI)                          | East Chicago, Illinois      | 288             | 6 503        |
|         | Ameristar Vicksburg (GLPI)                             | Vicksburg, Mississippi      | 148             | 6 503        |
|         | Argosy Casino Alton (GLPI)                             | Alton, Illinois             | —               | 2 137        |
|         | Argosy Casino Riverside (GLPI)                         | Riverside, Missouri         | 258             | 5 203        |
|         | Boomtown Biloxi (GLPI)                                 | Biloxi, Mississippi         | —               | 3 298        |
|         | Boomtown Bossier City (GLPI)                           | Bossier City, Louisiana     | 187             | 2 787        |
|         | Boomtown New Orleans (GLPI)                            | Harvey, Louisiana           | 150             | 2 787        |
|         | Cactus Petes (GLPI)                                    | Jackpot, Nevada             | 296             | 2 306        |
|         | Greektown Casino-Hotel                                 | Detroit, Michigan           | 400             | 9 290        |
|         | Hollywood Casino at Charles Town Races (GLPI)          | Charles Town, West Virginia | 153             | 10 684       |
|         | Hollywood Casino at Kansas Speedway (50%)              | Kansas City, Kansas         | —               | 8 826        |
|         | Hollywood Casino at Penn National Race Course (GLPI)   | Grantville, Pennsylvania    | —               | 9 244        |
|         | Hollywood Casino Aurora (GLPI)                         | Aurora, Illinois            | —               | 4 924        |
|         | Hollywood Casino Bangor (GLPI)                         | Bangor, Maine               | 152             | 2 950        |
|         | Hollywood Casino Baton Rouge                           | Baton Rouge, Louisiana      | —               | N/A          |
|         | Hollywood Casino Columbus (GLPI)                       | Columbus, Ohio              | —               | 15 608       |
|         | Hollywood Casino Gulf Coast (GLPI)                     | Bay St. Louis, Mississippi  | 291             | 4 738        |
|         | Hollywood Casino Joliet (GLPI)                         | Joliet, Illinois            | 100             | 4 645        |
|         | Hollywood Casino Lawrenceburg (GLPI)                   | Lawrenceburg, Indiana       | 295             | 13 610       |
|         | Hollywood Casino St. Louis (GLPI)                      | Saint Louis, Missouri       | 502             | 11 148       |
|         | Hollywood Casino Toledo (GLPI)                         | Toledo, Ohio                | —               | 11 613       |
|         | Hollywood Casino Tunica (GLPI)                         | Tunica Resorts, Mississippi | 494             | 5 017        |
|         | Hollywood Gaming at Dayton Raceway (GLPI)              | Dayton, Ohio                | —               | 3 112        |
|         | Hollywood Gaming at Mahoning Valley Race Course (GLPI) | Youngstown, Ohio            | —               | 4 645        |
|         | Horseshu Hotel and Casino (GLPI)                       | Jackpot, Nevada             | N/A             | 279          |
|         | L'Auberge Baton Rouge (GLPI)                           | Baton Rouge, Louisiana      | 205             | 6 643        |
|         | L'Auberge Lake Charles (GLPI)                          | Lake Charles, Louisiana     | 995             | 6 503        |
|         | M Resort (GLPI)                                        | Henderson, Nevada           | 390             | 8 919        |
|         | Margaritaville Resort Casino                           | Bossier City, Mississippi   | 395             | 2 787        |
|         | Meadows Racetrack and Casino                           | Washington, Pennsylvania    | —               | 12 170       |
|         | Plainridge Park Casino (GLPI)                          | Plainville, Massachusetts   | —               | 4 645        |
|         | Resorts Casino Tunica                                  | Tunica Resorts, Mississippi | 201             | 3 300        |
|         | River City Casino (GLPI)                               | Lemay, Missouri             | 200             | 8 361        |
|         | Tropicana Las Vegas                                    | Paradise, Nevada            | 1 470           | 6 689        |
|         | Zia Park Casino Hotel & Racetrack                      | Hobbs, New Mexico           | 154             | 1 672        |
| Totalt: | Totalt:                                                | Totalt:                     | 8 704           | 225 717      |

### Djursport
|  | Namn                        | Ort                          | Typ av djursport |
|  | --------------------------- | ---------------------------- | ---------------- |
|  | Freehold Raceway (50%)      | Freehold Borough, New Jersey | Travsport        |
|  | Retama Park Racetrack       | Selma, Texas                 | Galoppsport      |
|  | Sam Houston Race Park (50%) | Houston, Texas               | Galoppsport      |
|  | Sanford–Orlando Kennel Club | Longwood, Florida            | Hundkapplöpning  |
|  | Valley Race Park (50%)      | Harlingen, Texas             | Hundkapplöpning  |